# Salvelinus agassizii
Salvelinus agassizii és una espècie extinta de peix de la família dels salmònids i de l'ordre dels salmoniformes.

## Hàbitat
Vivia en zones d'aigües dolces i subtropicals.

## Distribució geogràfica
Es trobava a Nord-amèrica: Estats Units.